# Disqus
Disqus è un servizio di hosting di commenti per siti web e comunità virtuali che funziona mediante una piattaforma on line. La piattaforma ha diverse funzionalità, tra cui un servizio di rete sociale, profili utente, sistemi di moderazione e antispam, notifiche email e commenti da mobile. È gestito interamente dall'azienda Disqus, Inc., fondata nel 2007 negli Stati Uniti.

## Storia
Lo sviluppo della piattaforma Disqus è cominciato nell'estate del 2007 all'interno dell'incubatore di startup Y Combinator da parte di Daniel Ha e Jason Yan, allora entrambi studenti all'Università della California, Davis. L'azienda Disqus, Inc. è stata fondata il 30 ottobre 2007.
All'inizio del 2011 Disqus ha ottenuto 10 milioni di dollari di finanziamento dai fondi di venture capital North Bridge Venture Partners e Union Square Ventures.
Nel 2013 è stata rilasciata l'app per Windows Phone.
Secondo uno studio del marzo 2011 di Lijit, Disqus è utilizzato dal 75% dei siti web che adottano sistemi di commento o di discussione di terze parti.

## Tecnologia
Il sistema di gestione dei commenti di Disqus è scritto in JavaScript e usa il framework per applicazioni web Django.

## Modello di business
Disqus segue un modello di business di tipo freemium, nel quale cioè una parte del servizio è offerta gratuitamente, mentre un'altra parte è a pagamento.
Il servizio base è gratuito sia per i commentatori che per i siti web. Nel novembre 2010 Disqus ha cominciato ad offrire tre pacchetti di funzionalità aggiuntive a pagamento per i siti web: Plus per 19 dollari al mese, Pro per 199 dollari al mese e VIP a partire da 999 dollari al mese. A metà del 2011 il pacchetto Plus è stato rimosso e il costo del Pro è aumentato a 299 dollari al mese. Ora Plus è offerto a 9 dollari al mese e Pro a 89 dollari al mese.